# Helluomorphoides praeustus
Helluomorphoides praeustus es una especie de escarabajo del género Helluomorphoides, tribu Helluonini, familia Carabidae. Fue descrita científicamente por Dejean en 1825.
Habita en ecosistemas terrestres y se distribuye por América del Norte, en Estados Unidos.